# Alekanovo-inskriptionen

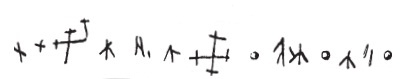
Reproduktion av Alekanovo-inskriptionen

Alekanovo-inskriptionen är en följd av ännu odechiffrerade tecken som hittades hösten 1897 i den ryska byn Alekanovo i Rjazan oblast av den ryske arkeologen Vasilij Gorodtsov. Tecknen var inristade på en liten lerkruka, 15 cm hög, som påträffades på en slavisk gravplats. Inskriften har bedömts som äkta, men det finns ingen allmänt accepterad tolkning av dess innehåll. Gorodtsov daterade inskriften till 900–1000-talet e.Kr. Liknande tecken hittades på krukskärvor i Alekanovo även år 1898.  
Gorodtsov föreslog att tecknen kunde vara runor, men fann endast två tecken med likhet till kända runor. Den polske etnografen etnografen Jan Leciejewski menade att inskriften är spegelskrift och bör läsas från höger till vänster. En annan tolkning är att inskriften representerar ett lokalt teckensystem, skapat av vjatitjer.